# Théâtre de la Commune
Le théâtre de la Commune, souvent appelé La Commune, est une salle de théâtre située à Aubervilliers, en Seine-Saint-Denis (France), et déclarée « Centre dramatique national ».

## Histoire

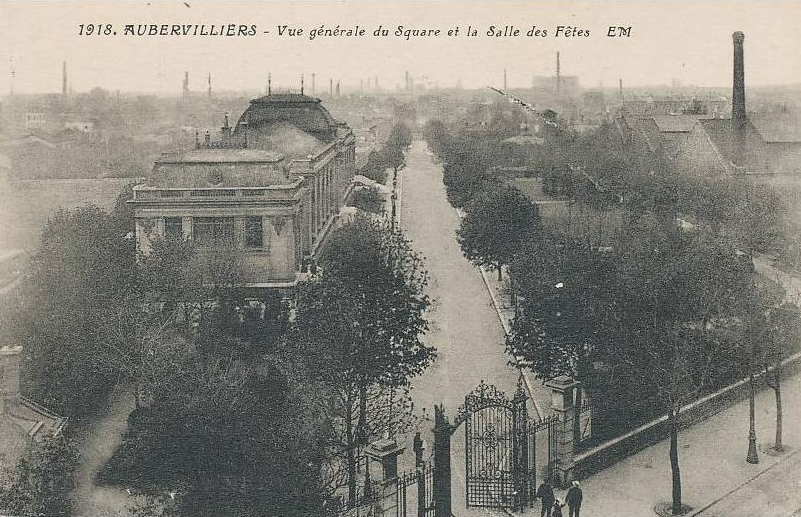
Le square et la salle des fêtes d'Aubervilliers.

Le lieu est initialement la salle des fêtes municipale d'Aubervilliers, construite en 1900. Elle accueille bals, réunions, combats de boxe et de catch.
Le théâtre de la Commune a été fondé par Gabriel Garran en 1960 avec le soutien de Jack Ralite. Il ouvre ses portes en 1965 sur une partie de la salle des fêtes, l’autre partie étant dédiée à la bibliothèque municipale. En 1975, le théâtre a été restructuré par la paire d'architectes Jean Perrottet et Valentin Fabre responsables notamment des aménagements du théâtre de la Ville et du théâtre national de Chaillot.
Il dispose d'une salle auxiliaire, la Salle des Quatre-Chemins, située rue Lécuyer.
En 2017, un nouveau projet de rénovation est lancé

## Directeurs
- 1960-1984 : Gabriel Garran
- 1985-1990 : Alfredo Arias
- 1991-1997 : Brigitte Jaques et François Regnault
- 1997-2014 : Didier Bezace
- 2014-2023 : Marie-José Malis et Frédéric Sacard[4]
- 2024-... : Frédéric Bélier-Garcia

## Accès
Le théâtre de la Commune est localisé au 2, rue Édouard-Poisson à Aubervilliers, et adjacent au square Stalingrad.
Il est accessible par la station de métro de la ligne 7 Aubervilliers - Pantin - Quatre Chemins.